# Camporrells (Albesa)
Camporrells és un conjunt d'Albesa (Noguera) que forma part de l'Inventari del Patrimoni Arquitectònic de Catalunya.

## Descripció
Agrupació de construccions rurals tradicionals situades fora el nucli de població d'Albesa a l'extrem sud del terme municipal, entre el camí de Camporrells.
Es tracta d'immobles vinculats, actualment o en el passat, al món agrari i forestal que cal preservar o recuperar pel seu interès arquitectònic i paisatgístic.